# Cérémonie d'allumage des flambeaux
 (novembre 2023).
La mise en forme du texte ne suit pas les recommandations de Wikipédia : il faut le « wikifier ».
Les points d'amélioration suivants sont les cas les plus fréquents. Le détail des points à revoir est peut-être précisé sur la page de discussion.
- Les titres sont pré-formatés par le logiciel. Ils ne sont ni en capitales, ni en gras.
- Le texte ne doit pas être écrit en capitales (les noms de famille non plus), ni en gras, ni en italique, ni en « petit »…
- Le gras n'est utilisé que pour surligner le titre de l'article dans l'introduction, une seule fois.
- L'italique est rarement utilisé : mots en langue étrangère, titres d'œuvres, noms de bateaux, etc.
- Les citations ne sont pas en italique mais en corps de texte normal. Elles sont entourées par des guillemets français : « et ».
- Les listes à puces sont à éviter, des paragraphes rédigés étant largement préférés. Les tableaux sont à réserver à la présentation de données structurées (résultats, etc.).
- Les appels de note de bas de page (petits chiffres en exposant, introduits par l'outil «  Source ») sont à placer entre la fin de phrase et le point final[comme ça].
- Les liens internes (vers d'autres articles de Wikipédia) sont à choisir avec parcimonie. Créez des liens vers des articles approfondissant le sujet. Les termes génériques sans rapport avec le sujet sont à éviter, ainsi que les répétitions de liens vers un même terme.
- Les liens externes sont à placer uniquement dans une section « Liens externes », à la fin de l'article. Ces liens sont à choisir avec parcimonie suivant les règles définies. Si un lien sert de source à l'article, son insertion dans le texte est à faire par les notes de bas de page.
- La présentation des références doit suivre les conventions bibliographiques. Il est recommandé d'utiliser les modèles {{Ouvrage}}, {{Chapitre}}, {{Article}}, {{Lien web}} et/ou {{Bibliographie}}. Le mode d'édition visuel peut mettre en forme automatiquement les références.
- Insérer une infobox (cadre d'informations à droite) n'est pas obligatoire pour parachever la mise en page.

Pour une aide détaillée, merci de consulter Aide:Wikification.
Si vous pensez que ces points ont été résolus, vous pouvez retirer ce bandeau et améliorer la mise en forme d'un autre article.

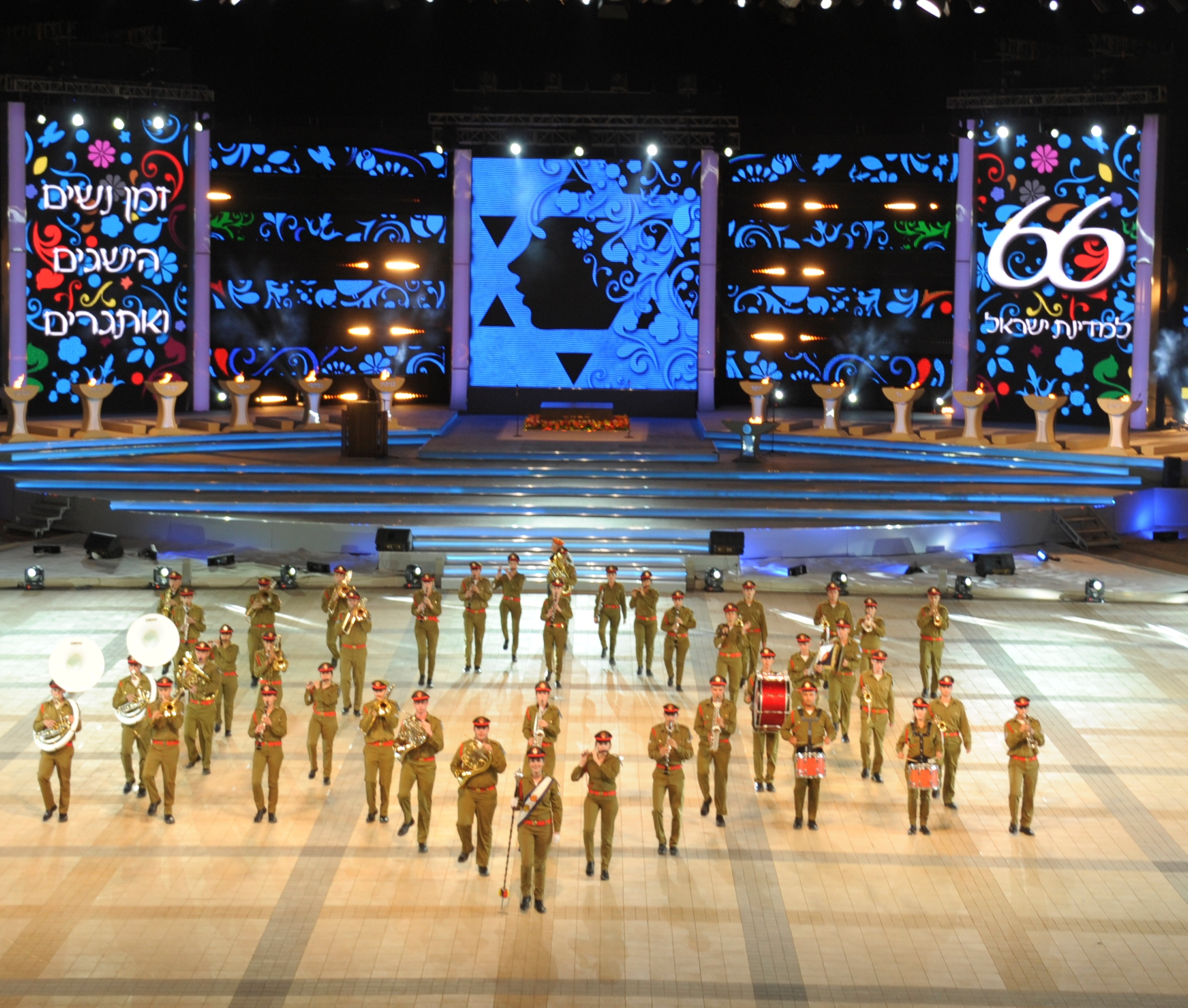
Performance de la fanfare de Tsahal, 2014

La Cérémonie d'allumage des flambeaux ( hébreu : טקס הדלקת המשואות ) est la cérémonie officielle qui marque la clôture des commémorations de Yom Hazikaron et l'ouverture des célébrations du Jour de l'Indépendance en Israël. La cérémonie a lieu chaque année sur le lieu de sépulture de Theodor Herzl, sur le Mont Herzl à Jérusalem, et est présidée par le président de la Knesset. La cérémonie se déroule en présence des ministres du gouvernement, des membres de la Knesset, du chef d'état-major, des membres du personnel diplomatique, des vétérans de Tsahal et un certain nombre de citoyens hébergés dans trois pavillons d'environ 5 000 sièges temporairement installés autour de l'enceinte.
La cérémonie, retransmise en direct sur les principales chaînes de télévision et de radio, vise à donner à cette Journée une atmosphère digne et festive. L'allumage de 12 torches symbolisant les douze tribus d'Israël par des personnes considérées comme ayant apporté une contribution exceptionnelle à la société est le point culminant de la cérémonie, aux côtés de spectacles musicaux, de danses, de défilés et de feux d'artifice. La cérémonie est dirigée par le Centre d'Information du Ministère de la Culture et du Sport . Le commandant de la cérémonie entre 1983 et 2016 était le colonel David Rokni, et depuis 2017, le lieutenant-colonel Shimon Deri.

## Histoire

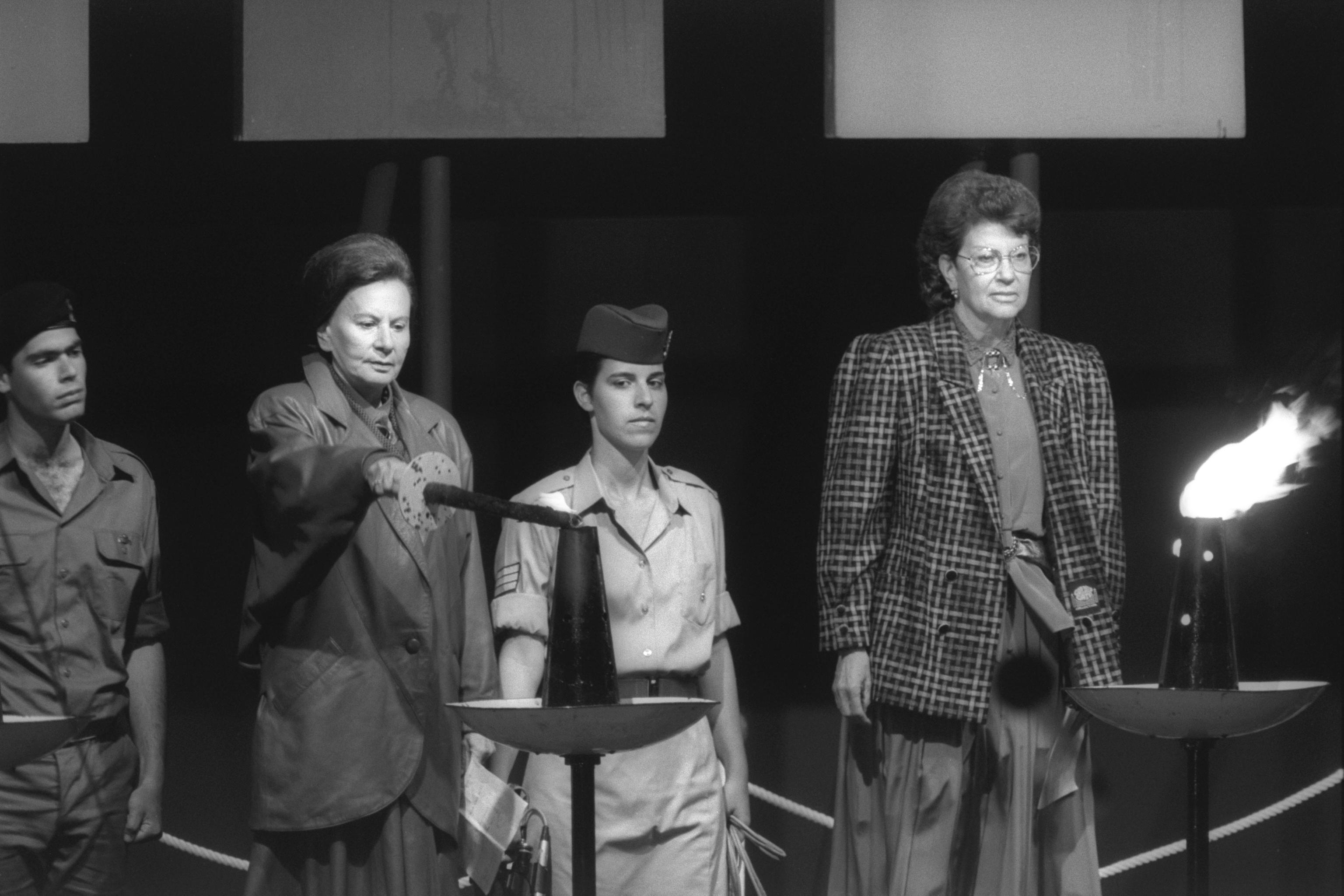
La juge de la Cour suprême Miriam Ben-Porat allume l'une des 12 torches, 1988

La tradition d'allumer des torches a été lancée en 1949 par les membres du programme prémilitaire Gadna et président de la Knesset lorsqu'ils se sont rendus sur la tombe de Theodor Herzl en portant des torches. La cérémonie d'allumage des flambeaux est devenue un événement officiel en 1950, soulignant l'unité de la nation.

## Sélection des relayeurs
Le point culminant de la cérémonie est l'allumage de 12 torches qui symbolisent les douze tribus d'Israël. Chaque année, la cérémonie a un thème central différent qui correspond à une phase de la lutte d'Israël pour la création d'un État et sa survie, choisi par le Comité ministériel sur les cérémonies et les symboles. Quelques mois avant le Jour de l'Indépendance, un avis public pour la sélection des relayeurs est publié dans les médias. Un comité consultatif public présidé par le directeur du Centre d'information examine les propositions et choisit les relayeurs pour l'année en question. Le comité est composé de 8 à 10 membres, dont un représentant du président du Comité ministériel, de la Knesset et du Premier ministre israélien. Allumer une torche est considéré comme un honneur. Les conditions de sélection sont stipulées dans les Règles du gouvernement pour la sélection des porteurs du flambeau lors de la cérémonie du Jour de l'Indépendance . Les critères de différenciation des candidats sont : une répartition géographique équilibrée, une répartition selon les tranches d'âge pour assurer l'inclusion des personnes de toutes générations, la diversité en termes d'origine du candidat et d'emploi familial, la sensibilité du candidat à la douleur nationale et personnelle (Holocauste, deuil, terrorisme). ) et l'inclusion des hommes et des femmes, des personnes laïques et religieuses, des minorités nationales et religieuses, des Juifs nés dans le pays et à l'étranger, des membres de différentes institutions et organisations et des représentants de Tsahal.

## La cérémonie

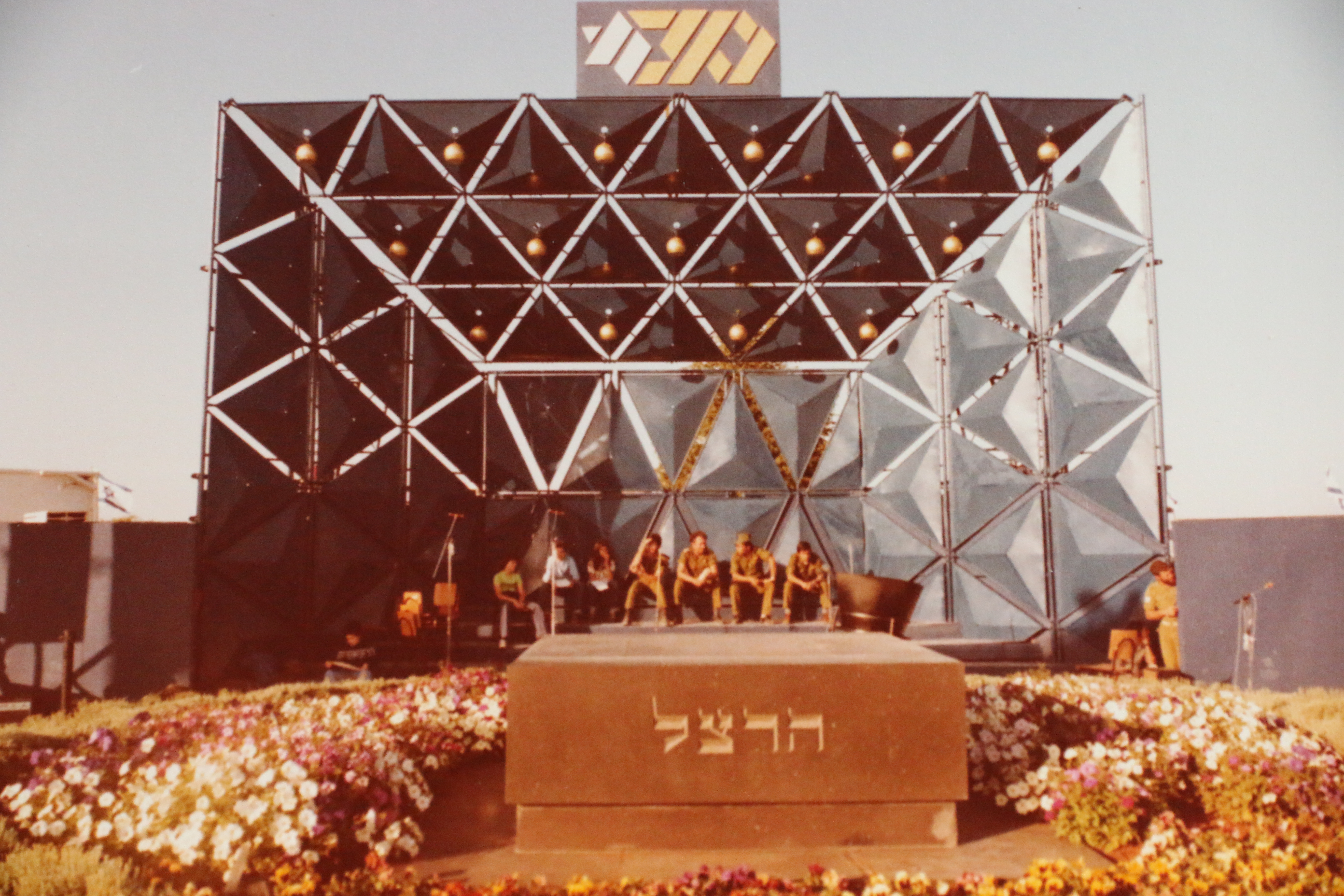
Scène aménagée pour la célébration de 1978

Bien que le modèle soit fixe, certaines modifications sont apportées occasionnellement, de sorte que la description ci-dessous peut ne pas être entièrement exacte. La cérémonie peut être divisée en deux parties : la rituelle et la célébration.

### Séance rituelle
La cérémonie a été animée pendant de nombreuses années par Shmira Imber et Aryeh Orgad, et depuis 2015 par divers présentateurs, dont Naomi Rabi'a et Yigal Ravid . La cérémonie s'ouvre à 19h45 (19h45). Dans un premier temps, une escouade de gardes de la Knesset entre sur la place cérémonielle pour accueillir l'entourage du président de la Knesset. L'entourage est ensuite accueilli par la fanfare cérémoniale jouée par trois trompettistes de l' Orchestre de Tsahal et par le lever du drapeau du Président. L'entourage inspecte ensuite le peloton de garde et s'assoit après quoi le commandant de la cérémonie arrive et demande au Président la permission de poursuivre la cérémonie. Ce n'est que lorsque l'autorisation est accordée que les gardes sont autorisés à sortir et à prendre place près de la scène.
La cérémonie commence par les robinets de deuil et la lecture de la prière commémorative juive Yizkor. La prière et certains passages du Tanakh ont été lus pendant de nombreuses années par le présentateur radio Amikam Gurevitch, et sont depuis les années 2010 lus par différentes personnes liées aux opérations militaires et de sécurité menées des mois avant la cérémonie. Puis, à 20h00 (20h00) exactement, le drapeau d'Israël est hissé de la berne au sommet du mât qui symbolise la transition du Memorial Day au Jour de l'Indépendance. Après la conclusion de la lecture des passages sélectionnés du Tanakh, le Président doit prononcer le discours qui est généralement le seul discours prononcé lors de la cérémonie, à l'exception de certaines années, principalement des années anniversaires, au cours desquelles les Premiers ministres ont également prononcé un discours. À la fin de son discours, le Président a l'honneur d'allumer la torche centrale, marquant le début officiel du Jour de l'Indépendance.
Après le retour du président à son siège, 12 porteurs de flambeau sont invités à allumer 12 torches représentant les 12 tribus d'Israël. Chaque porteur du flambeau se présente, explique en l'honneur de qui ou de quoi il allume le flambeau et termine son discours par les mots « À la gloire de l'État d'Israël ! L'éclairage est accompagné par l'orchestre de Tsahal et des groupes de chant chantant diverses chansons israéliennes dont « We Carry Torches ». Une fois les douze torches allumées, l'hôte dit "Mesdames et messieurs, douze torches représentant les douze tribus d'Israël!", après quoi des chanteurs et des danseurs montent sur scène marquant le début de la partie festive de la cérémonie.

Drapeau de Tsahal

La partie festive de la cérémonie commence par les exercices de forage effectués par les soldats portant les drapeaux de diverses unités de Tsahal, de la police et des services d'incendie et de secours . Le nombre de soldats est le même que le nombre d’années célébrées par Israël cette année-là. Pendant ce temps, l’Orchestre de Tsahal joue plusieurs marches, des chants patriotiques et parfois des airs pop juifs modernes. Au cours des exercices, les soldats de la garde des couleurs créent des structures précises symbolisant diverses choses pertinentes pour la cérémonie centrale. Entre autres, ils créent une étoile de David, des lettres ou des chiffres qui symbolisent les années d'Israël et la menorah à sept branches. À la fin des exercices, deux segments supplémentaires, constitués de numéros de chants/danses, sont présentés, célébrant d'abord le thème central et le deuxième Jour de l'Indépendance.
Après cela, l'Orchestre et la garde des couleurs prennent désormais place, avec la Garde de la Knesset, pour la finale, aux côtés d'un contingent composite de garde d'honneur composé de militaires de Tsahal formé en peloton (début 2016).
Chaque année, les drapeaux d'Israël et de Tsahal sont gardés par une unité différente de Tsahal. Dans une partie spéciale de la cérémonie, les drapeaux sont remis de l'unité qui les avait gardés l'année précédente à l'unité qui les garderait en sécurité jusqu'à la prochaine célébration, après quoi les compagnies de couleurs entrantes et sortantes prennent place dans le champ.
Ensuite, tout le monde chante l'hymne national d'Israël, Hatikvah, tandis que le défilé rend les derniers honneurs aux dignitaires présents. Après le chant de l'hymne national, le commandant de cérémonie ordonne le départ, et toute la formation de cérémonie passe devant les tribunes et quitte le terrain. Le commandant de la cérémonie s'approche alors du président, le salue et dit "Madame/Monsieur le président, la cérémonie est terminée !". A la fin de la cérémonie, un célèbre chanteur chante une chanson finale qui est suivie d'un feu d'artifice et d'un spectacle de danseurs.

## Incidents
Naomi Nalbandian, infirmière en chef du service de réadaptation du centre médical Hadassah, survivante de la troisième génération du génocide arménien de 1915, a été choisie comme l'une des porteuses du flambeau de la cérémonie de 2003. Nalbandian voulait mentionner le génocide arménien lors de son discours de cérémonie, mais a subi des pressions pour ne pas le mentionner afin de ne pas nuire aux relations israélo-turques. Nalbandian a exprimé son mécontentement, affirmant que "les gens changent tout à cause de la politique".
En 2004, il a été décidé que la cérémonie serait marquée par les réalisations sportives israéliennes. Le comité a sélectionné onze relayeurs et a décidé de laisser les citoyens voter par SMS pour le douzième. Cette méthode d'élection a suscité des critiques car beaucoup estimaient qu'elle ne convenait pas à une cérémonie d'État aussi importante. Le footballeur Eli Ohana a gagné, mais les critiques se sont multipliées lorsque le public a découvert que bon nombre des plus grands athlètes israéliens ne figuraient pas parmi les onze porteurs du flambeau. À la suite des protestations, le basketteur Miki Berkowitz a été ajouté aux lauréats.
En 2005, au milieu de la lutte pour le désengagement israélien de Gaza, le président Reuven Rivlin, l'un des opposants au désengagement, a prononcé un discours politique dans lequel il a fait l'éloge des colons, ce qui a déclenché les critiques de la gauche qui l'accusait de profiter du désengagement israélien de Gaza. poste qui lui a été attribué lors d'une cérémonie en tant que fonctionnaire de l'État.
En 2011, Yoel Shalit, frère du soldat israélien Gilad Shalit, retenu captif par le Hamas depuis cinq ans, et sa petite amie Ya'ara Winkler ont couru sur la place et ont brandi des pancartes indiquant : « Mon père est un frère endeuillé, je ne "Je ne veux pas en être un aussi", et "Gilad est toujours en vie". Lors de la même cérémonie, l'un des porteurs du flambeau, le rabbin Shimon Rosenberg, dont la fille Rivka Holzberg a été tuée lors des attentats de Mumbai en 2008, a modifié la formule habituelle prononcée lors de l'allumage des flambeaux, en disant : « Pour la gloire de l'État d'Eretz (le pays d'Eretz). ) Israël" en raison des pressions exercées sur lui par les dirigeants Habad qui se sont opposés à sa participation, affirmant que si le Rabbi Menachem Mendel Schneerson était en vie, il lui aurait interdit de participer, par opposition au sionisme,,.
Le 18 avril 2012, lors d'une répétition de la cérémonie, le lieutenant Hila Bezaleli a été tué et sept autres soldats de l'escouade du drapeau ont été blessés lorsqu'un système d'éclairage en acier au-dessus de la place s'est effondré,.
En 2014, le comité, alors dirigé par Limor Livnat, avait discriminé les hommes en choisissant uniquement des femmes comme relayeuses.
En 2016, lors des exercices de forage, des soldats ont épelé l'expression « un peuple, un État », qui rappelait à beaucoup le slogan nazi « un peuple, un Reich, un Führer ».
Le président de la Knesset, Yuli Edelstein, et la ministre de la Culture, Miri Regev, étaient en désaccord sur la question de savoir si le Premier ministre Benjamin Netanyahu devait ou non être autorisé à prendre la parole lors de la cérémonie de 2018, commémorant le 70e anniversaire d'Israël. Le ministre Regev a estimé que le Premier ministre Netanyahu devrait être autorisé à prononcer un discours contraire à la tradition selon laquelle seul le président de la Knesset prononçait un discours lors de la cérémonie, sans que le Premier ministre et le président ne soient même présents. Edelstein a annoncé que si Netanyahu était autorisé à parler, ni lui ni les gardes de la Knesset ne seraient présents. Carmi Gillon, un ancien chef du Shin Bet, a appelé les gens à éteindre leur télévision pendant que Netanyahu parlait. Le chef de l'opposition Isaac Herzog a critiqué le ministre Regev en déclarant que seul le président de la Knesset devrait être autorisé à parler parce que « ni le Premier ministre ni le président ne sont des souverains d'État – la Knesset est la souveraine », arguant que si le Premier ministre était autorisé à prononcer un discours, le représentant de l’opposition devrait également bénéficier du même privilège. Finalement, un compromis a été trouvé, selon lequel le Premier ministre a été autorisé à prononcer un bref discours en l'honneur du 70e anniversaire d'Israël et même à allumer une torche avec le Président. Finalement, le Premier ministre Netanyahu a rompu l’accord et a parlé pendant 14 minutes, soit presque deux fois plus que ce qui était habituellement accordé au Président,.

## Voir également
- Jour de l'Indépendance (Israël)